# پل مهران
 پل مهران نام پلی است در بخش کوخرد شهرستان بستک در غرب استان هرمزگان، یکی از آثارهای تاریخی و از نقاط دیدنی استان هرمزگان در جنوب ایران است.
این پل به روی رودخانه مهران در نقطهٔ التقاء راه سراسری شهرستان بستک به شهرستان بندر لنگه ایجاد شده‌است.  پل مهران در منطقهٔ مِهران و در جنوب پاسگاه ژاندارمری مهران واقع شده‌است. قبل از ایجاد این پل در فصل زمستان در موقع بارندگی وطغیان رودخانه ارتباط بین شهرهای لار و بستک و بندر لنگه قطع می‌شده‌است. پل درواه ناخ مابین دو روستای آسو و صالح‌آباد قرار دارد.
آب این رودخانه شور است و به صورت عادی زیاد نیست اما موقع بارندگی طغیان می‌کند و آبش فوق العاده زیاد وعبوراز آن ناممکن می‌شود. گاهی در اثر طغیان زیاد رودخانه قطع ارتباط بین این شهرهای مذکور از ۱۵ تا ۲۰ روز به طول می‌انجامیده‌است. اما با ایجاد این پل توسط دولت دیگه این مشکل رفع شده‌است.

## فهرست منابع و مآخذ
- محمدیان، کوخردی، محمد،  (به یاد کوخرد) ، جلد دوم . چاپ اول، دبی: سال انتشار ۲۰۰۵ میلادی.
- الکوخردی، محمد، بن یوسف، (کُوخِرد حَاضِرَة اِسلامِیةَ عَلی ضِفافِ نَهر مِهران Kookherd, an Islamic District on the bank of Mehran River) الطبعة الثالثة، دبی: سنة ۱۹۹۷ للمیلاد.